# 甜橙 (馬)
甜橙（英語：Sweet Orange，來港前稱Warning Flag），是一匹曾在愛爾蘭和香港出賽的已退役賽駒，來港後練馬師早期是霍利時，後期是徐雨石。

## 競賽生涯

### 愛爾蘭
Warning Flag在愛爾蘭由韋卓文訓練，於2010年8月出道，由見習騎師策騎跑第二而回。9月在鄧多克的膠沙地跑道由莫狄策騎下取得首場勝利後，再於10月5日勝出膠沙地表列賽，於10月尾的三級賽基爾胡倫錦標中跑第二而回，其後運往香港訓練。

### 香港
其後Warning Flag改名為甜橙，在香港由霍利時訓練。

#### 2010-2011馬季
5月21日首次在香港出賽，在6月5日於三班賽跑第二後，再於煞科賽馬日的尾場賽事大勝兩個馬位而回。

#### 2011-2012馬季
2011年至12馬季初期，由於馬偉昌返回南非，該駒改由安國倫策騎，10月16日於第二班賽事沿途領放下跑第二，接著在樂聲盃面對大熱門甜將下，力拼取得一席第三。三星期後在其士盃沿途一直留在三疊望空，直路與眾馬爭持時乏力，以第八名完成。2012年1月1日，甜橙由巴米高執韁，角逐三級賽華商會挑戰盃，憑輕磅之利跑回一席接近的第五名。
1月25日甜橙角逐香港經典一哩賽，並借用在南非策騎的馬偉昌。但在賽事上未被看好，不過發揮出變化場地的本色，在直路雖被大熱門陽明飛飛率先突圍，但甜橙未有放棄，終在終點前最後一步反先對手險勝。然後甜橙在香港經典盃出賽，採取後上戰略，於200米左右續領風騷率先突圍，甜橙在最後100米力追對手，結果以鼻位之差飲恨。於3月18日出賽的香港打吡大賽，即使面對約翰摩亞六匹參戰馬的挑戰，仍然成為大熱門，當時面對慢步速，甜橙仍然留後，在直路遭到軍事出擊以及同個世界之後一度難以找位，最後收復不少失地，結果跑第三而回。賽後，練馬師霍利時除了斥責馬偉昌處理不當外，也怪安國倫策騎的廐侶智多飛未能加快步速領放。霍利時一度考慮讓甜橙角逐冠軍一哩賽，但賽後仍以愛彼錶女皇盃為目標，在比賽當日視為大熱門，起步迅速，留在中後位置，直路發力時被統治地位帶離，最後與自由好爭奪亞軍的時候僅負而回跑季軍。甜橙在角逐完女皇盃後曾一度考慮休息直到下季復出，不過最後決定復出出戰三級賽精英盃，再度成為大熱門，最後直路僅負雅雪跑第二。

#### 2012-13年馬季
甜橙是季首戰是馬會一哩錦標，並由巫斯義執韁，最終僅以第八名完成。雖然甜橙其後獲選角逐浪琴表香港盃，但是賽前兩天被獸醫發現右前蹄球節不良於行，因而退出浪琴表香港盃，其後更放棄角逐香港三冠大賽的首兩關賽事、愛彼女皇盃、冠軍一哩賽等多場1600-2000米一級賽，此後甜橙再沒有出賽，並於2013年4月6日轉投徐雨石訓練。2013年12月31日，由於該駒的腳患嚴重，練馬師徐雨石建議甜橙宣布退役。

## 配種生涯
甜橙退役後，先後在紐西蘭、澳洲轉任種馬，直至2018年才有首批子嗣到港，在港子嗣包括「大軍閥」、「金剛福星」、「金碧明亮」、「賽得意」。

## 詳細賽績
| 日期       | 馬場   | 距離   | 級別 | 賽事名稱                | 負重（磅） | 騎師     | 名次/出馬 | 時間      | 與頭馬距離 | 冠軍（亞軍）      |
| ---------- | ------ | ------ | ---- | ----------------------- | ---------- | -------- | --------- | --------- | ---------- | ----------------- |
| 22/8/2010  | 高岡   | 草1m   |      | 兩歲處女馬賽            | 119        | M Cleere | 2/13      | (1:40.98) | 馬頸       | Honey Of A Kitten |
| 5/9/2010   | 鄧多克 | 膠沙7f |      | 兩歲處女馬賽            | 126        | 莫狄     | 1/14      | 1:24.34   | 1-1/2      | (The Reaper)      |
| 8/10/2010  | 鄧多克 | 膠沙7f | L    | 魅力之星錦標            | 127        | 莫狄     | 1/10      | 1:23.80   | 1-1/4      | (Park Avenue)     |
| 25/10/2010 | 李奧帕 | 草7f   | G3   | 基爾胡倫錦標            | 127        | 莫狄     | 2/8       | (1:28.13) | 3-1/2      | 杜拜王子          |
| 21/5/2011  | 沙田   | 草1200 |      | 第三班讓賽              | 133        | 馬偉昌   | 6/14      | 1:10.12   | 2          | 正白旗            |
| 5/6/2011   | 沙田   | 草1400 |      | 第三班讓賽              | 133        | 潘頓     | 2/14      | 1:22.27   | 3/4        | 驌龍              |
| 10/7/2011  | 沙田   | 草1400 |      | 香港馬主協會錦標（2班） | 117        | 馬偉昌   | 1/14      | 1:21.94   | 2-1/4      | （喜惑）          |
| 16/10/2011 | 沙田   | 草1400 |      | 第二班讓賽              | 129        | 安國倫   | 2/14      | 1:23.05   | 3/4        | 齊歡笑            |
| 13/11/2011 | 沙田   | 草1400 |      | 樂聲盃（1班）           | 129        | 安國倫   | 3/14      | 1:22.73   | 3/4        | 甜將              |
| 27/11/2011 | 沙田   | 草1400 |      | 其士盃（1班）           | 129        | 安國倫   | 8/14      | 1:22.88   | 2-1/2      | 傾力之城          |
| 1/1/2012   | 沙田   | 草1400 | HKG3 | 華商會挑戰盃            | 115        | 巴米高   | 5/12      | 1:22.31   | 2          | 雅雪              |
| 25/1/2012  | 沙田   | 草1600 | HKG1 | 香港經典一哩賽          | 126        | 馬偉昌   | 1/10      | 1:37.64   | 頸位       | （陽明飛飛）      |
| 19/2/2012  | 沙田   | 草1800 | HKG1 | 香港經典盃              | 126        | 馬偉昌   | 2/14      | 1:48.70   | 鼻位       | 續領風騷          |
| 18/3/2012  | 沙田   | 草2000 | HKG1 | 香港打吡大賽            | 126        | 馬偉昌   | 3/14      | 2:04.49   | 3/4        | 陽明飛飛          |
| 29/4/2012  | 沙田   | 草2000 | G1   | 愛彼錶女皇盃            | 126        | 馬偉昌   | 3/13      | 2:03.00   | 3          | 統治地位          |
| 17/6/2012  | 沙田   | 草1400 | HKG3 | 精英盃                  | 124        | 馬偉昌   | 2/14      | 1:21.96   | 1-1/4      | 雅雪              |
| 18/11/2012 | 沙田   | 草1600 | G2   | 馬會一哩錦標            | 128        | 巫斯義   | 8/10      | 1:34.74   | 4-1/4      | 精彩日子          |

## 血統背景
甜橙的父系為War Front「戰線」，牠曾經在競賽生涯勝出二級賽，也在一級賽中上名，之後配種，於美國有勝出一級賽的子嗣，路程以一哩及短途居多。母系Good Vibes，出自名種Unbridled's Song，出賽四次，勝出一場賽事，所勝的賽事是1700米的草地賽，誕下子嗣有多匹馬取得勝利。

## 外部連結
- 香港賽馬會：甜橙賽績紀錄 （页面存档备份，存于）
- 血統表 （页面存档备份，存于）